# SailGP

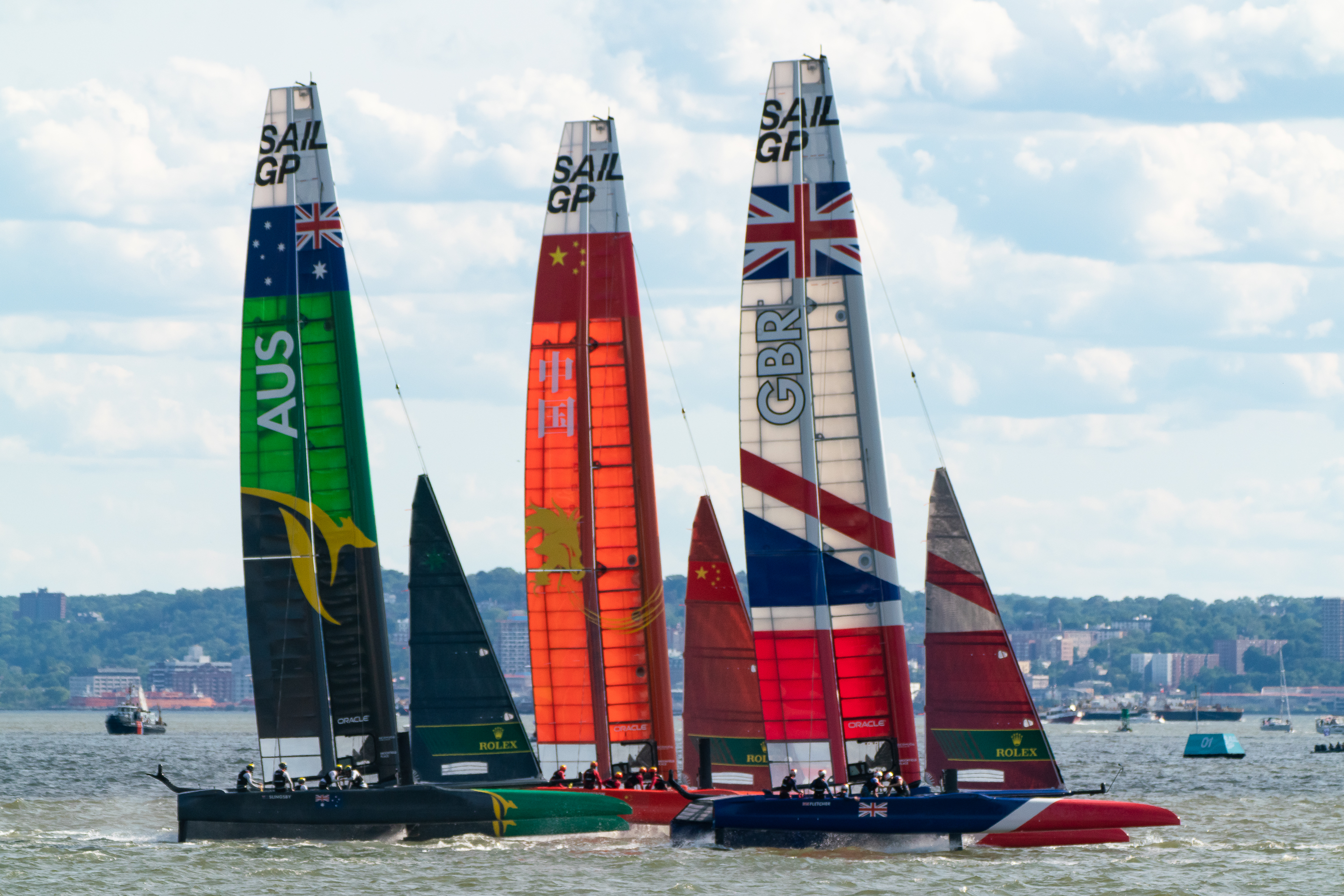
Barcos de los equipos SailGP de Australia, China y Gran Bretaña en 2019.

SailGP es una competición de vela que se disputa en varias localizaciones en todo el mundo cada año. En cada localización se organiza un evento de tres días de duración con tres mangas cada día, que generan una clasificación del evento. Los mejores equipos del circuito disputan una final con un premio de un millón de dólares para el vencedor. Se utilizan yates de la clase AC50 que actualmente se denominan F50.

## Historia
La competición fue creada por Lawrence J. Ellison y Russell Coutts tras la derrota del equipo de Ellison, el Oracle Team USA, en la Copa América de 2017, para mantener el uso de los catamaranes AC50 en competición, pero con unos barcos exactamente iguales para todos los equipos, por lo que se eliminó toda modificación en los modelos, que pasaron a llamarse F50. Además, los barcos son propiedad de la organización y no de cada equipo. Cada equipo representa a una nación.

## Sedes
| Temporada | Sedes                                                                              |
| 2019      | Sídney, San Francisco, Nueva York, Cowes y Marsella                                |
| 2020      | Sídney, San Francisco, Nueva York, Cowes y Marsella                                |
| 2021-22   | Bermudas, Tarento, Plymouth, Aarhus, Saint-Tropez, Cádiz, Sídney y San Francisco   |
| 2022-23   | Bermudas, Chicago, Plymouth, Copenhague, Saint-Tropez, Cádiz, Dubái y Christchurch |

## Clasificaciones

### 2019
Los seis equipos que disputaron la primera edición fueron Australia, China, Francia, Gran Bretaña, Japón y Estados Unidos.
La final se disputó en la modalidad de match race entre Australia y Japón.
| clasificación eventos 2019 |                   |        |
| Equipo                     | Patrón            | Puntos |
| Australia                  | Tom Slingsby      | 229    |
| Japón                      | Nathan Outteridge | 223    |
| China                      | Phil Robertson    | 171    |
| Gran Bretaña               | Ben Ainslie       | 169    |
| Francia                    | Billy Besson      | 164    |
| Estados Unidos             | Rome Kirby        | 163    |

| Final 2019 |        |
| Equipo     | Puntos |
| Australia  | 1      |
| Japón      | 0      |

### 2020
En la segunda edición, en 2020, causó baja el equipo de China y se incorporaron los equipos de Dinamarca, con Nicolai Sehested de patrón, y España, con Phil Robertson como patrón y con Jordi Xammar, Florián Trittel, Luis Bugallo, Joel Rodríguez, Diego Botín, Joan Cardona, Iago López Marra y Mateu Barber en la tripulación.
Debido a la pandemia de COVID-19, la competición tuvo que suspenderse tras haber disputado solamente el evento de Sídney.

### 2021-22
En 2021 se incorporó el equipo de Nueva Zelanda, patroneado por Peter Burling. La temporada comenzó en abril en Bermudas y terminó en San Francisco, donde se disputó la final.
Desde el evento de Cádiz, es obligatorio incluir a una mujer en cada tripulación.
Tres equipos disputaron la final: Australia, Japón y Estados Unidos.
| clasificación eventos 2021-22 |                                  |        |
| Equipo                        | Patrón                           | Puntos |
| Australia                     | Tom Slingsby                     | 65     |
| Japón                         | Nathan Outteridge                | 59     |
| Estados Unidos                | Rome Kirby/James Spithill        | 58     |
| Gran Bretaña                  | Ben Ainslie/Paul Goodison        | 50     |
| Nueva Zelanda                 | Peter Burling/Arnaud Psarofaghis | 47     |
| Denmark                       | Nicolai Sehested                 | 45     |
| España                        | Phil Robertson/Jordi Xammar      | 42     |
| Francia                       | Billy Besson/Quentin Delapierre  | 39     |

| Final 2021-22  |        |
| Equipo         | Puesto |
| Australia      | 1      |
| Japón          | 2      |
| Estados Unidos | 3      |

### 2022-23
En 2022 se incorporaron los equipos de Canadá y Suiza, patroneados por Phil Robertson y Sébastien Schneiter. La temporada comenzó en abril en Bermudas y terminará en San Francisco.
El equipo de España está formado por Jordi Xammar (patrón), Florián Trittel (trimmer), Diego Botín (controlador vuelo), Antonio Cuervas-Mons (grinder), Joan Cardona (táctico y grinder), Joel Rodríguez (grinder), Jake Lilley (grinder), y Paula Barceló (manager).